# Jan Michaelsen
Jan Munk Michaelsen (Nantes, 28 de novembro de 1970) é um ex-futebolista profissional dinamarquês que atuava como meio-campista.

## Carreira

### Futebol dinamarquês
Nascido na França (seu pai, Allan - falecido em 2016 - , que também era meio-campista e jogava no FC Nantes quando Jan nasceu), estreou em 1990, no Svendborg. Passou ainda por Vanløse e Hellerup (clubes que jogam nas divisões inferiores do Campeonato Dinamarquês), antes de assinar com o AB em 1996. Em 5 temporadas pelo clube, que é eneacampeão nacional (conquistou 9 títulos da primeira divisão), foram 141 partidas e 20 gols marcados.

### Panathinaikos
Seu desempenho chamou a atenção do tradicional Panathinaikos, que o contratou em 2001. Nas 3 temporadas em que esteve na equipe grega, Michaelsen atuou em apenas 44 jogos, atuando ao lado do companheiro de seleção René Henriksen. 

### HamKam
Em 2004, assinou com o norueguês HamKam, onde encerrou a carreira em 2008.

## Seleção Dinamarquesa
Michaelsen disputou a Copa de 2002, seu único torneio internacional com a Seleção Dinamarquesa - não fora convocado para a Eurocopa de 2000. Ele não entrou em campo nos 4 jogos da Dinamáquina, que caiu nas oitavas-de-final contra a Inglaterra. A última partida internacional do meio-campista foi em 2003. Até lá, foram 20 jogos e um gol marcado.

## Pós-aposentadoria
Com a carreira de jogador encerrada, virou técnico da equipe reserva do København em 2009, mesmo ano em que foi promovido a treinador do time sub-19, função que exerceria até 2012, quando foi contratado para comandar a Seleção Dinamarquesa sub-17, permanecendo no cargo até 2016.
Atualmente, é diretor-esportivo do KB, clube que revelou Michael Laudrup e que joga a quinta divisão nacional.

## Títulos
Panathinaikos
- Campeonato Grego de Futebol: 2004
- Copa da Grécia : 2004